# William Paterson University of New Jersey
William Paterson University of New Jersey es un lugar designado por el censo ubicado en el condado de Passaic en el estado estadounidense de Nueva Jersey. En el Censo de 2020 tenía una población de 1417 habitantes y una densidad poblacional de 2285,48 habitantes por km². Fue incluido como CDP en el censo de 2020. Su territorio se corresponde con el campus de la Universidad William Paterson.

## Geografía
William Paterson University of New Jersey se encuentra ubicado en las coordenadas 40°56′52″N 74°11′56″O / 40.94778, -74.19889. Según la Oficina del Censo de los Estados Unidos,  tiene una superficie total de 0,62 km², de la cual 0,61 km² corresponden a tierra firme y 0,01 km² a agua.